# Apiloscatopse styriaca
Apiloscatopse styriaca är en tvåvingeart som först beskrevs av Günther Enderlein 1926.  Apiloscatopse styriaca ingår i släktet Apiloscatopse och familjen dyngmyggor. Inga underarter finns listade i Catalogue of Life.